# اسلام‌آباد (تاکستان)
اسلام‌آباد روستایی در دهستان اک بخش اسفرورین شهرستان تاکستان استان قزوین ایران است.

## جمعیت
بر پایه سرشماری عمومی نفوس و مسکن در سال ۱۳۹۵ جمعیت این مکان ۱۰۱ نفر (۳۱ خانوار) بوده‌است.